# Phora dubia
Phora dubia är en tvåvingeart som först beskrevs av Zetterstedt 1848.  Phora dubia ingår i släktet Phora och familjen puckelflugor. Arten är reproducerande i Sverige. Inga underarter finns listade i Catalogue of Life.